# Коронавірусна хвороба 2019 в Еритреї
Коронаві́русна хворо́ба 2019 в Еритре́ї — розповсюдження пандемії коронавірусу територією Еритреї.
Перший випадок появи коронавірусної хвороби було виявлено на території Еритреї 21 березня 2020 року.
Станом на 23 березня 2020 року, нових випадків інфікування виявлено не було.

## Хронологія
21 березня було підтверджено перший випадок в Еритреї, інфікованим виявився громадянин Еритреї, котрий прибув з Норвегії.

## Запобіжні заходи
16 березня як запобіжний захід, уряд Еритреї закликав громадян не в'їжджати і не виїжджати з країни, а також, що всі мандрівники, котрі приїжджають останнім часом з Китаю, Італії, Південної Кореї чи Ірану будуть поміщатися в карантин.